# Cascata de Valaste
A cascata de Valaste (em estoniano:  Valaste juga) é a cascata mais alta da Estónia e regiões vizinhas (30,5 m) situada entre Ontika e Valaste, na paróquia de Toila, condado de Ida-Viru e formada por um riacho que flui sobre o Klint do Báltico, não muito longe da costa do Golfo da Finlândia . É uma atracção turística popular, congelando no inverno.

Existe um parque de estacionamento, algumas placas explicativas e um trilho em dupla escada em caracol para descer a falésia. Em frente à cascata, foi construída uma plataforma de observação que oferece uma boa vista do ambiente.

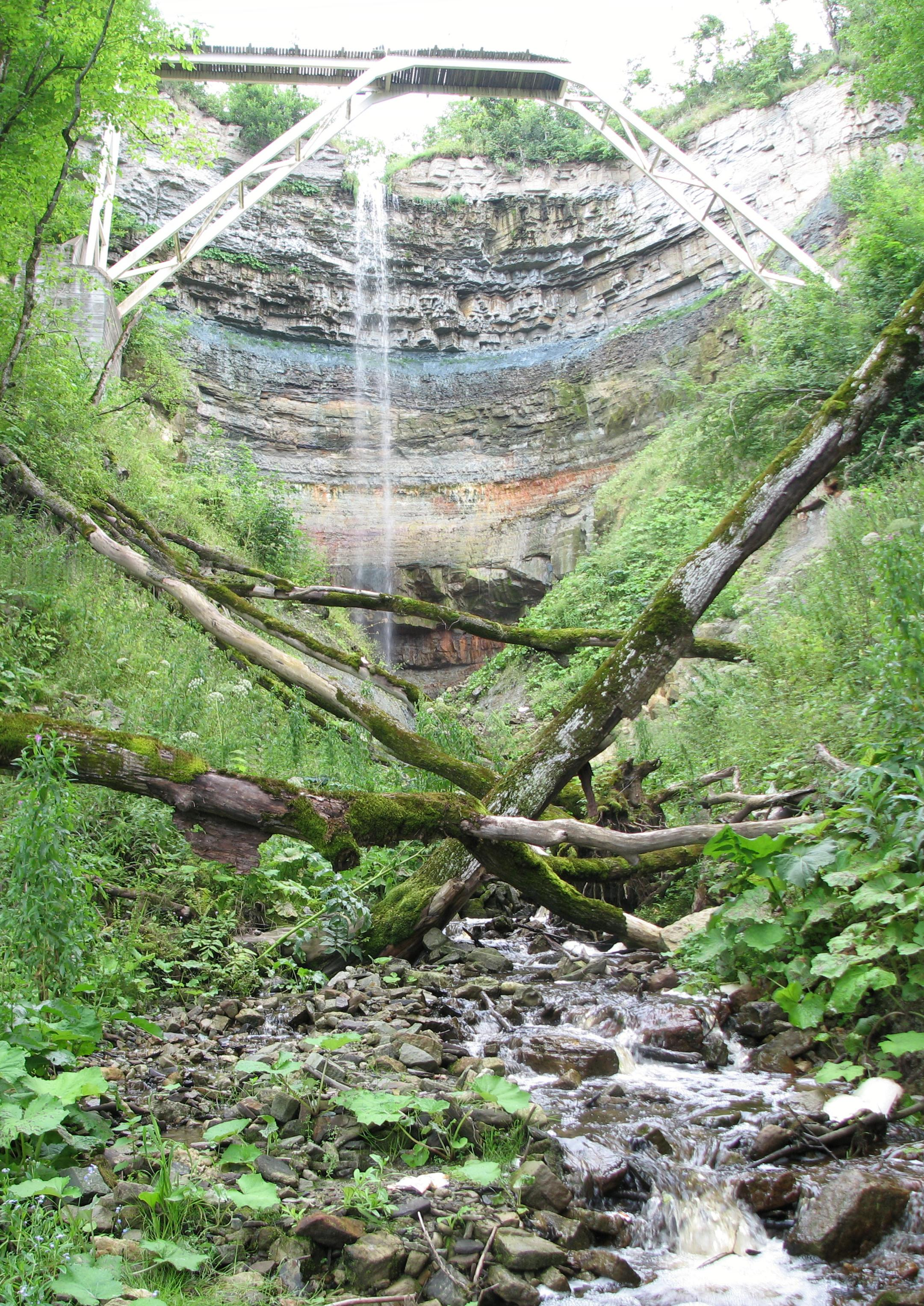
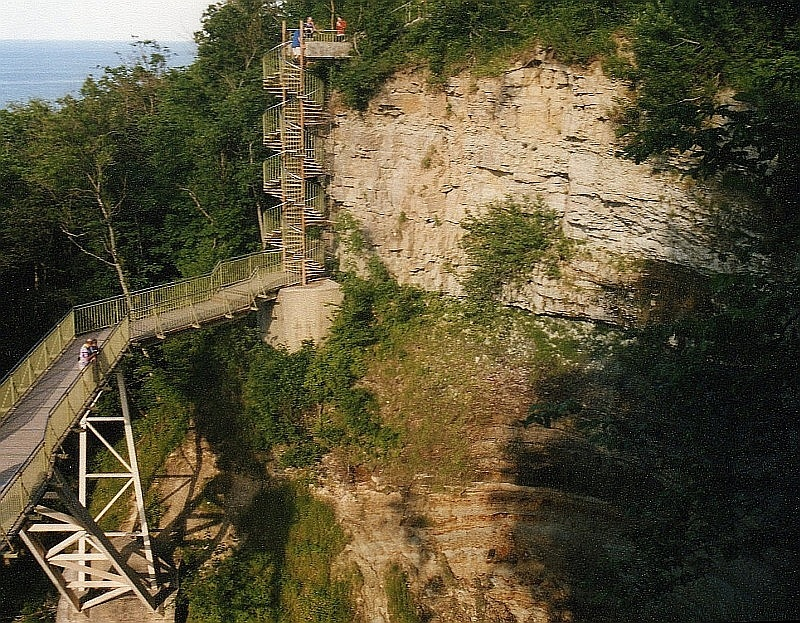
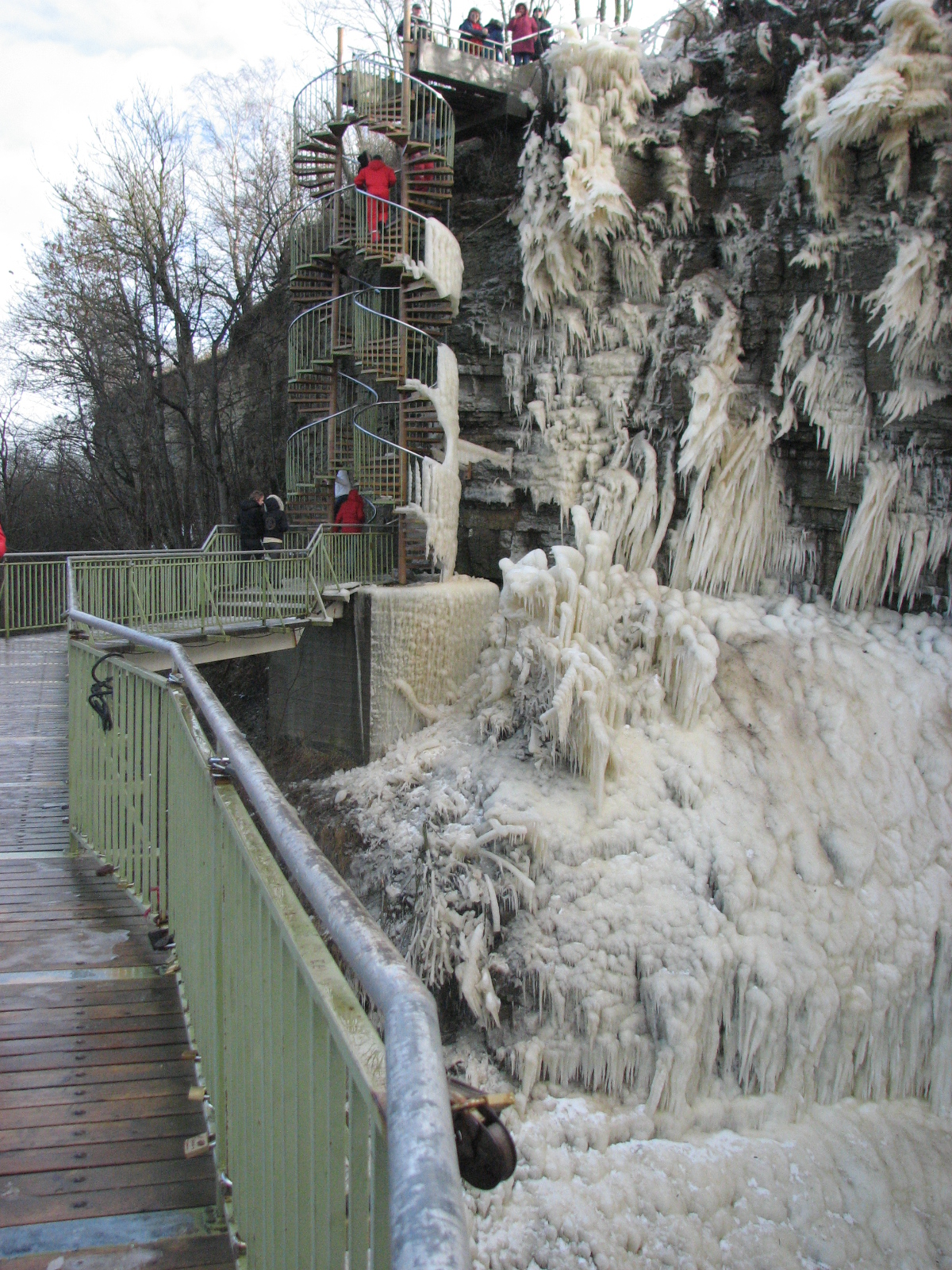
No inverno
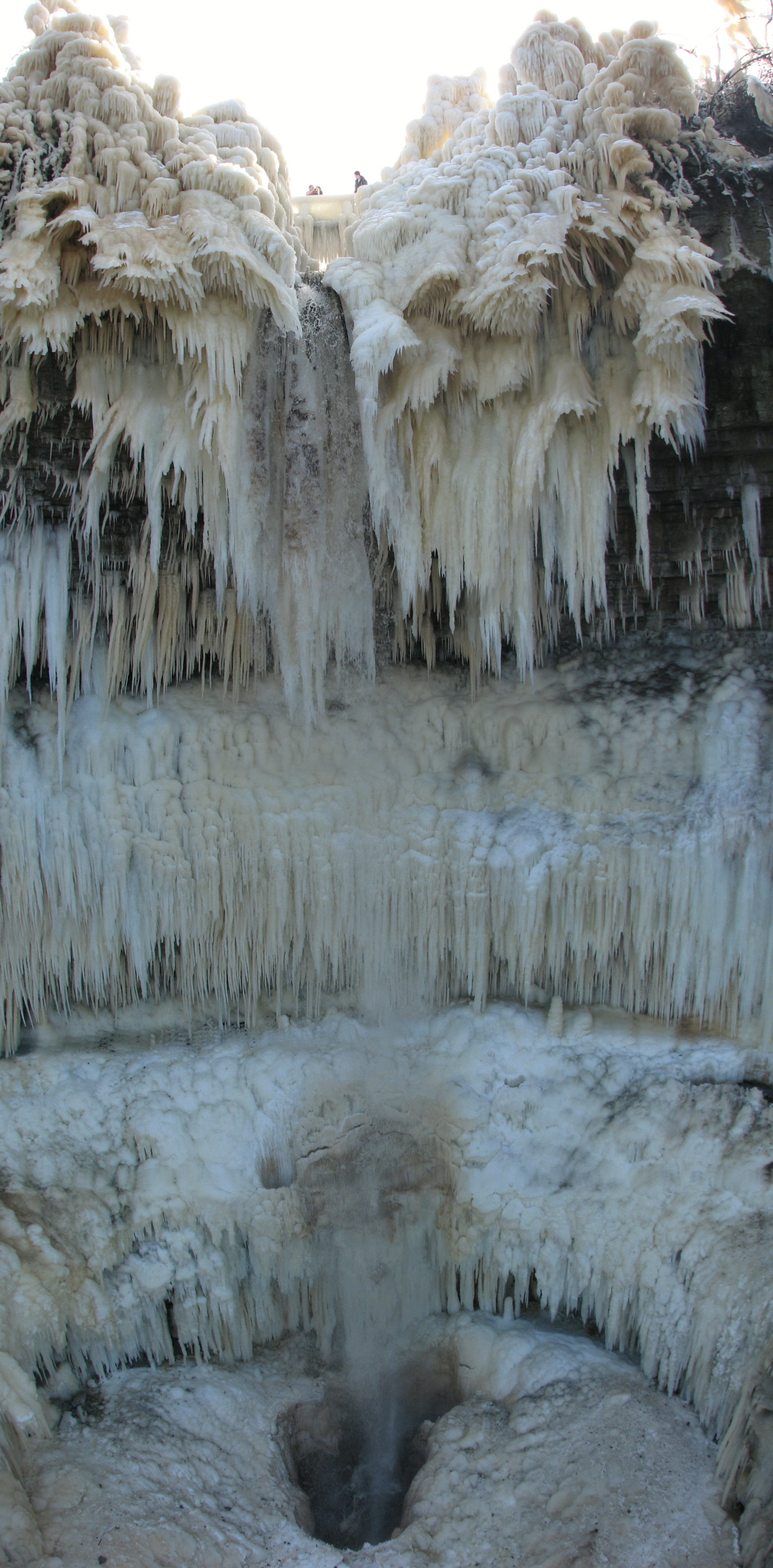
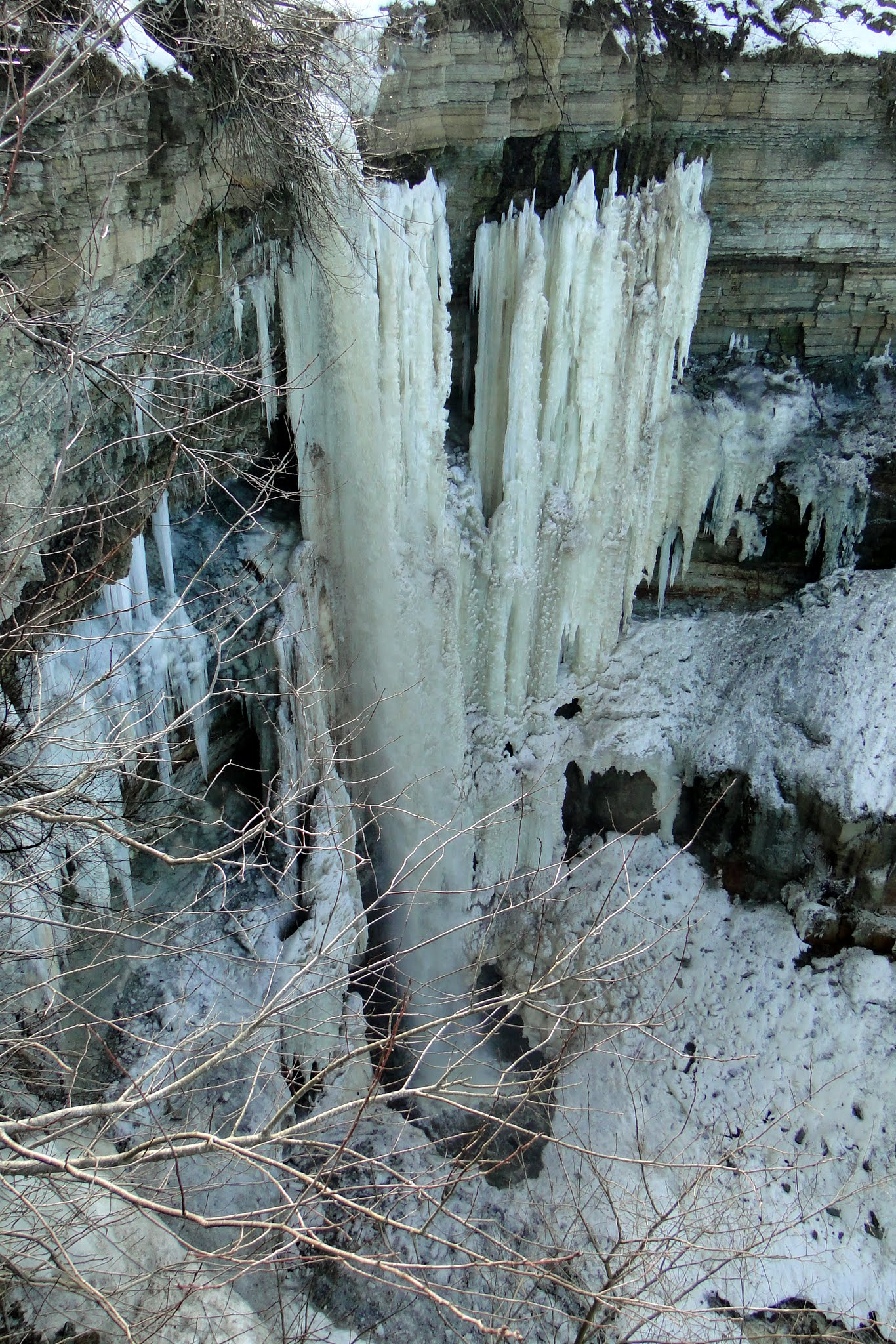
A cascata no inverno
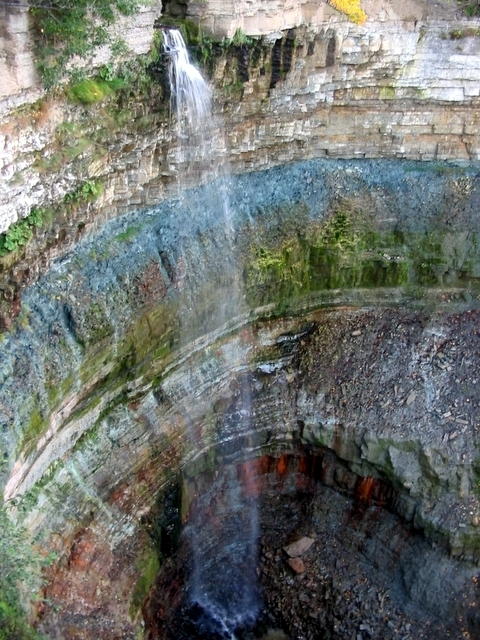